# Renault Nerva Grand Sport

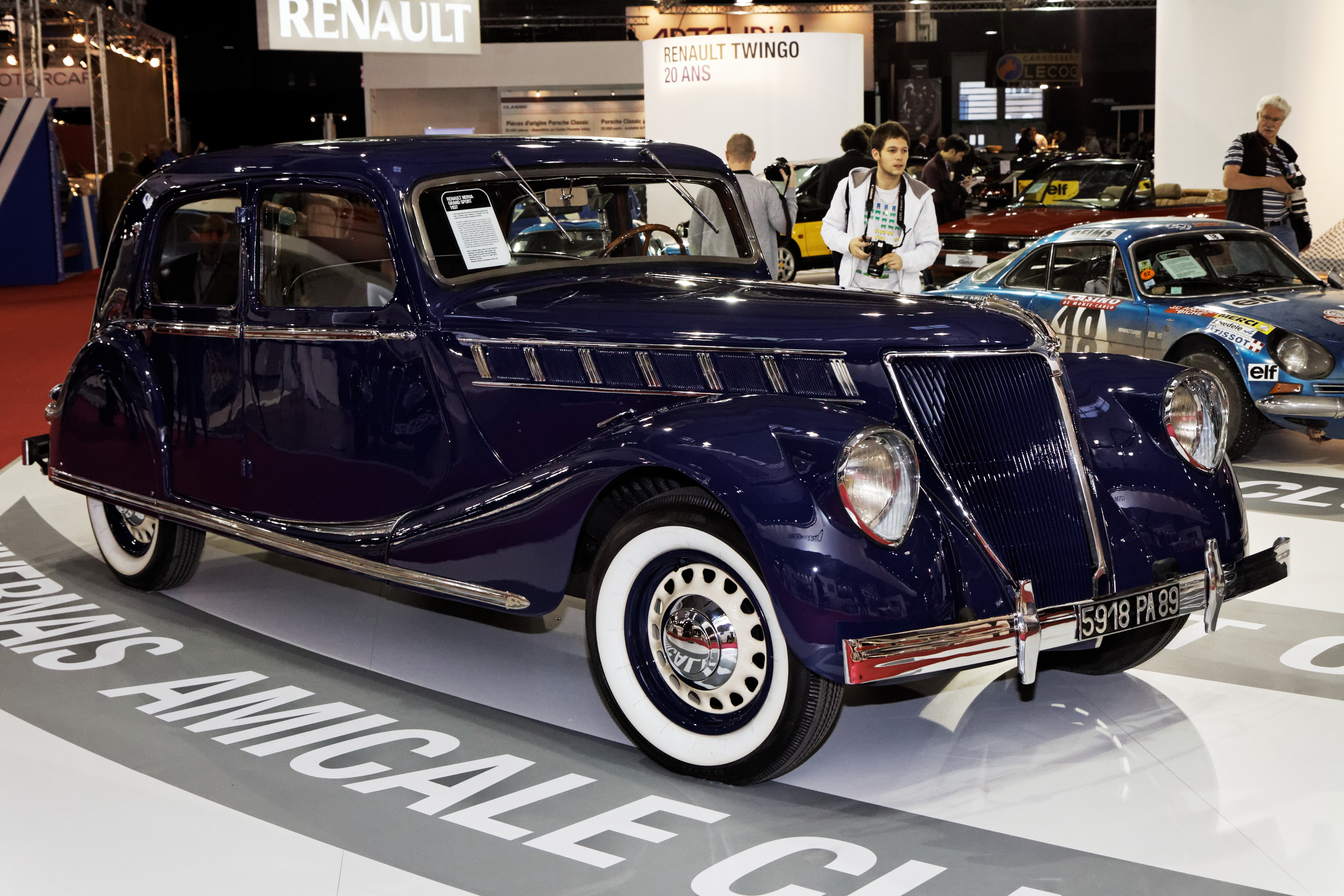
Type ABM 7 (1937)

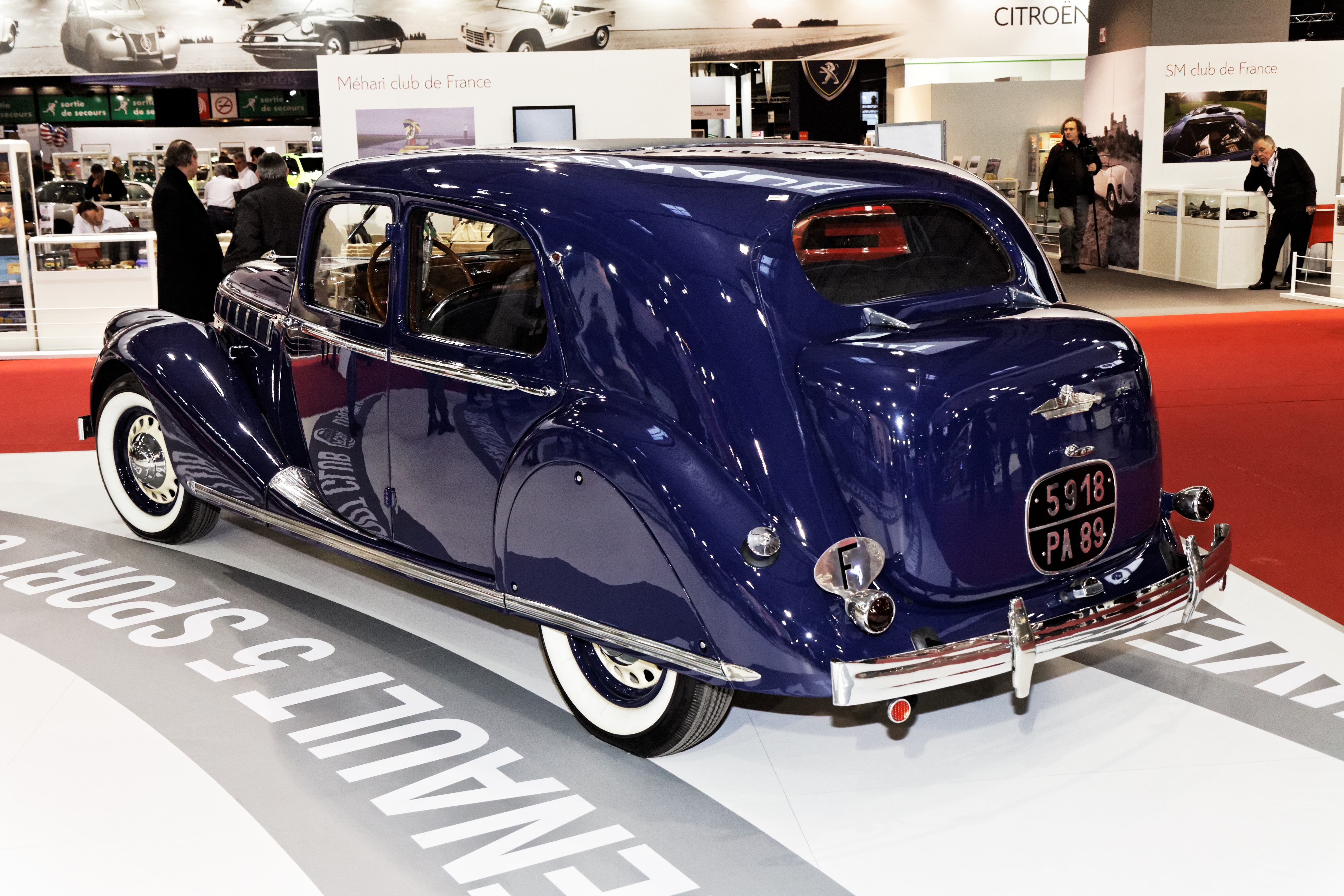
Heckansicht

Der Renault Nerva Grand Sport war ein Personenkraftwagenmodell der Zwischenkriegszeit von Renault. Der Typencode lautete Type ABM.

## Beschreibung
Die nationale Zulassungsbehörde erteilte der ersten Ausführung am 22. März 1935 ihre Zulassung. Vorgänger war der Renault Nervastella Grand Sport. 1937 endete die Produktion ohne Nachfolger.
Der wassergekühlte Achtzylindermotor mit 85 mm Bohrung und 120 mm Hub hatte 5447 cm³ Hubraum. Die Kraft wurde über eine Kardanwelle an die Hinterachse übertragen. 

### Type ABM 3
Eine Quelle nennt einen Radstand von 321 cm und eine Spurweite von 145,4 cm. Eine andere Quelle gibt 319 cm Radstand, 495 cm Fahrzeuglänge und 188 cm Fahrzeugbreite an. Der Wendekreis war mit 15,5 Metern angegeben. Das Fahrgestell wog 1350 kg. Bekannt sind Limousine, Cabriolet und Roadster. In den Seiten der Motorhaube befanden sich vier waagerechte, unterschiedlich lange Lüftungsschlitze. Vorne waren zwei kurze Stoßstangen links und rechts neben dem Kraftfahrzeugkennzeichen angebracht. 
Das einzige noch existierende Fahrzeug dieser Ausführung, allerdings fälschlicherweise als Nervastella Grand Sport bezeichnet und mit den Lüftungsschlitzen des Type ABM 5 ausgestattet, wurde am 10. Juni 2013 für 255.060 Euro versteigert.

### Type ABM 5
Bereits im Juli 1935 folgte die Ausführung Type ABM 5. Bei einem Radstand von 321 cm waren die Fahrzeuge 491 cm lang und 175 cm breit. Sie hatten vier bis fünf eng übereinander angeordnete Lüftungsschlitze in den Seiten der Motorhaube, von denen die oberen vier gleich lang waren. Die vordere Stoßstange war einteilig und in der Mitte nach unten gebogen. Zusätzlich zu den drei bisherigen Karosserievarianten stand ein Coupé mit drei Sitzen im Sortiment. Bis Juli 1936 entstanden 151 Fahrzeuge.

### Type ABM 7
Der Type ABM 7 wurde auf dem Pariser Automobilsalon im Oktober 1936 präsentiert. Die Produktion lief vom 15. September 1936 bis zum 19. Juli 1937. 110 PS Motorleistung sind überliefert. An den Seiten der Motorhaube befanden sich sechs Lüftungsöffnungen in Parallelogramm-Form. Die vordere Stoßstange war einteilig und gerade. Renault fertigte 55 Limousinen, 22 Cabriolets, 22 Roadster und 5 Coupés, insgesamt 104 Fahrzeuge.
1938 wurde das Modell weiterhin angeboten. Die einzig verfügbare Limousine war nun 508 cm lang.

## Preise
Die folgenden Preise (in Franc) sind überliefert:
| Ausführung                                            | Type ABM 3 (1935) | Type ABM 5 (2. Oktober 1935) | Type ABM 7 (1. Oktober 1936) | Type ABM 7 (8. März 1937) | Type ABM 7 (Oktober 1937) |
| ----------------------------------------------------- | ----------------- | ---------------------------- | ---------------------------- | ------------------------- | ------------------------- |
| Limousine mit 4 Türen und 6 Sitzen                    | 52.000            | 45.000                       | 40.000                       | 50.000                    | 60.000                    |
| Cabriolet mit 6 Sitzen                                | 57.000            | 52.000                       | 47.000                       | 57.000                    |                           |
| Roadster                                              | 55.000            | 50.000                       | 45.000                       | 55.000                    |                           |
| Coupé mit 3 Sitzen                                    |                   | 45.000                       | 40.000                       | 50.000                    |                           |
| Umrechnungsfaktor des damaligen Franc in heutige Euro | 0,74831           | 0,74831                      | 0,69486                      | 0,55273                   | 0,55273                   |